# 吴生秀
吴生秀（1910年—1985年），男，陕西怀远人，中华人民共和国政治人物，曾任陕北建设委员会副主任，陕西省政协副主席。